# Cavendish Beach
Cavendish Beach är en strand i Kanada.   Den ligger i provinsen Prince Edward Island, i den östra delen av landet, 900 km öster om huvudstaden Ottawa.
Omgivningarna runt Cavendish Beach är en mosaik av jordbruksmark och naturlig växtlighet. Runt Cavendish Beach är det glesbefolkat, med 13 invånare per kvadratkilometer.